# Tubus
Os Tubu ou Toubou são um grupo étnico que habita principalmente o norte do Chade, mas também o sul da Líbia, nordeste do Níger e noroeste do Sudão. 
A maioria dos Toubou vivem no norte do Chade em torno das montanhas Tibesti, contabilizam cerca de 250 mil pessoas e são de maioria muçulmana. A maioria dos Toubou são pastores e nômades, embora muitos sejam agora semi-nômades. Sua sociedade é baseada em clãs patriarcais, tendo cada clã alguns oásis, pastos e poços. Se dividem em duas sub-etnias: os teda e os daza.

Muitos dos líderes do Chade foram Toubou, incluindo os presidentes Goukouni Oueddei e Hissène Habré.

Áreas dos Tubu